# Lidingö Runt
Lidingö runt är en kappsegling motsols runt Lidingö andra lördagen i maj varje år. Lidingö Runt arrangeras av Lidingö Segelsällskap.

## Historia
Den första kappseglingen Lidingö Runt arrangerad av Lidingö Segelsällskap (LSS) hölls den 29 maj 1949 som en mindre klubbtävling, enbart öppen för medlemmar i LSS och klubbar som var anslutna till Lidingö Båtförbund. Redan året efter 1950 arrangerades dock tävlingen som en öppen tävling. De första åren lockade tävlingen ett 50-tal båtar men antalet ökade snabbt. Under 2000-talet har tävlingen haft ett stadigt antal på cirka 400-450 deltagare. Kappseglingen har karaktären av ren nöjeskappsegling med i huvudsak familjebåtar som har sin hemmahamn i Stockholmstrakten, där många ser tävlingen som starten på segelsäsongen. Sen början på 2000-talet har tävlingen också lockat ett mindre antal rena kappseglingsbåtar i den extrema klassen som exempelvis Super Maxi 100 och trimaraner i 60 fots-klassen, där besättningen ser ett bra tillfälle att trimma båten inför de stundande större kappseglingarna i Skandinavien under tävlingssäsongen som exempelvis kappseglingen Gotland Runt. 

## Bana
Banan seglas motsols runt Lidingö. Starten går utanför Forestas brygga, norr om Fjäderholmarna, ost om Duvholmen, söder om Storholmen i Stora Värtan, väst om Strömsö med målgång utanför Torsviks fyr. Den totala längden på banan är cirka 13,5 distansminuter. Båt måste passera Duvholmen inom 6 timmar från officiell starttid i respektive klass för att bli noterad i resultatlistan. Första start sker normalt omkring klockan 10.00. De fem grunden ute på Askrikefjärden, där Bosögrundet, Prästgrundet och Norrängsgrundet är de mest kända, brukar vara föremål för "traditionsenliga" grundstötningar fast de är tydligt markerade och väl kända.

## Vinnare
| År   | Namn             | Rorsman         | Båttyp             | Segelnr   | Klubb          | Land    | Tid     |
| ---- | ---------------- | --------------- | ------------------ | --------- | -------------- | ------- | ------- |
| 1999 | ?                | ?               | ?                  | ?         | ?              | ?       | ?       |
| 2000 | Django           | Göran Svensson  | Nordisk Folkbåt    | SWE 1322  | Vikingarnas SS | Sverige | 2:36:39 |
| 2001 | Hägring          | Sten Haeger     | First 40.7         | SWE 13239 | GKSS           | Sverige | 3:46:07 |
| 2002 | Borta med vinden | Nils Virving    | Nordisk Familjebåt | SWE 138   | SSK            | Sverige | 2:44:05 |
| 2003 | Jenny            | Anders Román    | Nordisk Familjebåt | SWE 278   | SKBS           | Sverige | 2:42:34 |
| 2004 | Rabalder         | Kjell Enbom     | Albin Cumulus      | SWE 173   | Trosa BK       | Sverige | 3:00:00 |
| 2005 | Mathilda III     | Anders Olsen    | Nordisk Folkbåt    | SWE 1289  | VSS            | Sverige | 4:02:07 |
| 2006 | ?                | ?               | ?                  | ?         | ?              | ?       | ?       |
| 2007 | Du Soleil II     | Ingvar Hertzman | IMX-40             | SWE 9     | KSSS           | Sverige | 9:15:33 |

## 2009
De tre snabbaste båtarna utan hänsyn till SRS-tal och klass vid Lidingö runt 2009, med i huvudsak västliga vindar 8 - max 12 m/sek var:
- Katamaran av typen Formula 18. Rorsman: Pontus Johansson, KSSS. Tid: 1h 27 min.
- Trimaranen "Spirit of Titan", av typen ORMA Open 60. Rorsman: Ulf Bowallius, DJSK. Tid: 1 h 28 min.
- Enskrovsbåten "Hyundai" av typen Super Maxi 100. Rorsman: Bertil Söderberg, KSSS. Tid: 1 h 37 min.

## Bildgalleri från Lidingö Runt

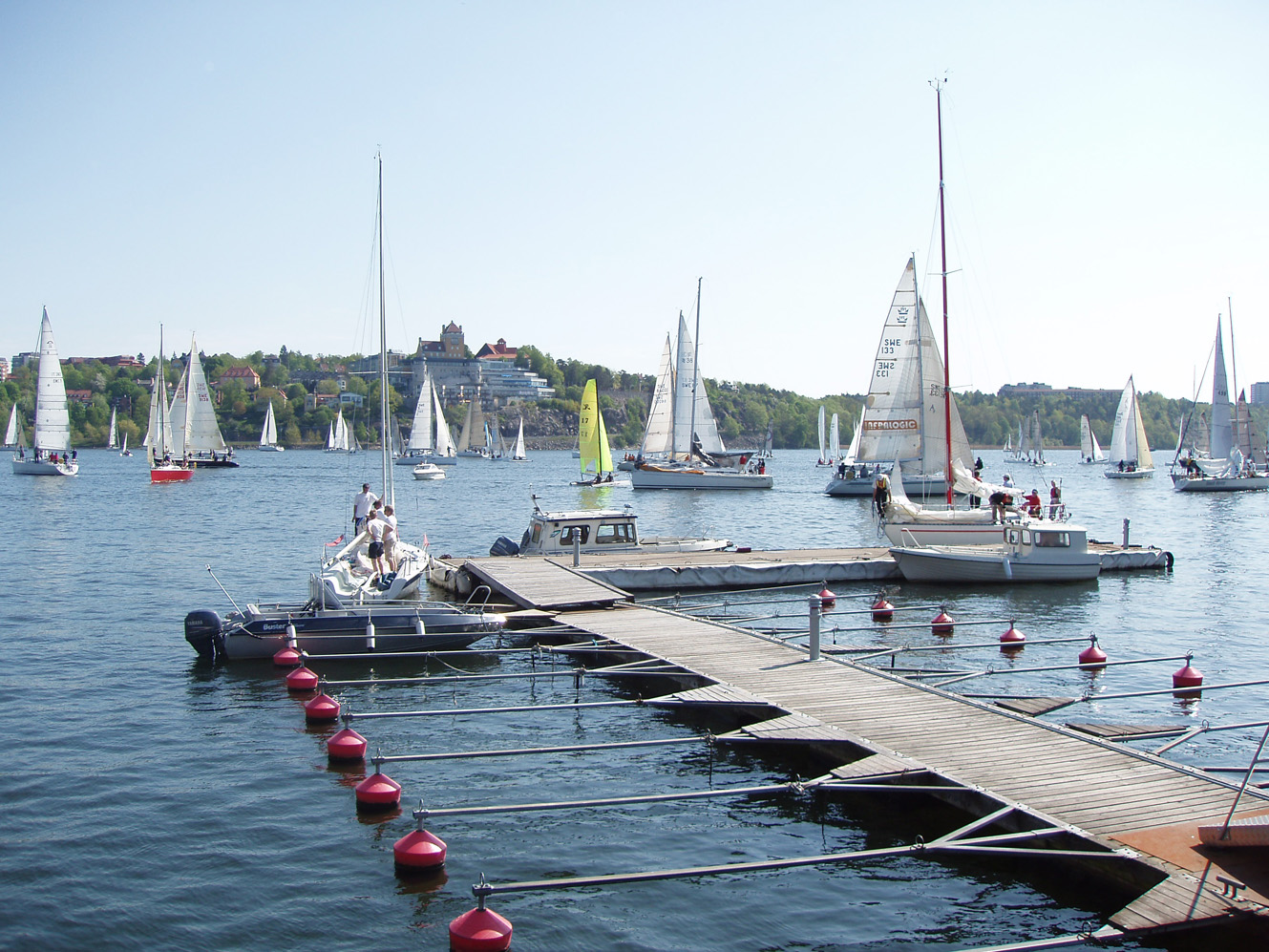
Lidingö Runt 2008. Förberedelser inför första start.
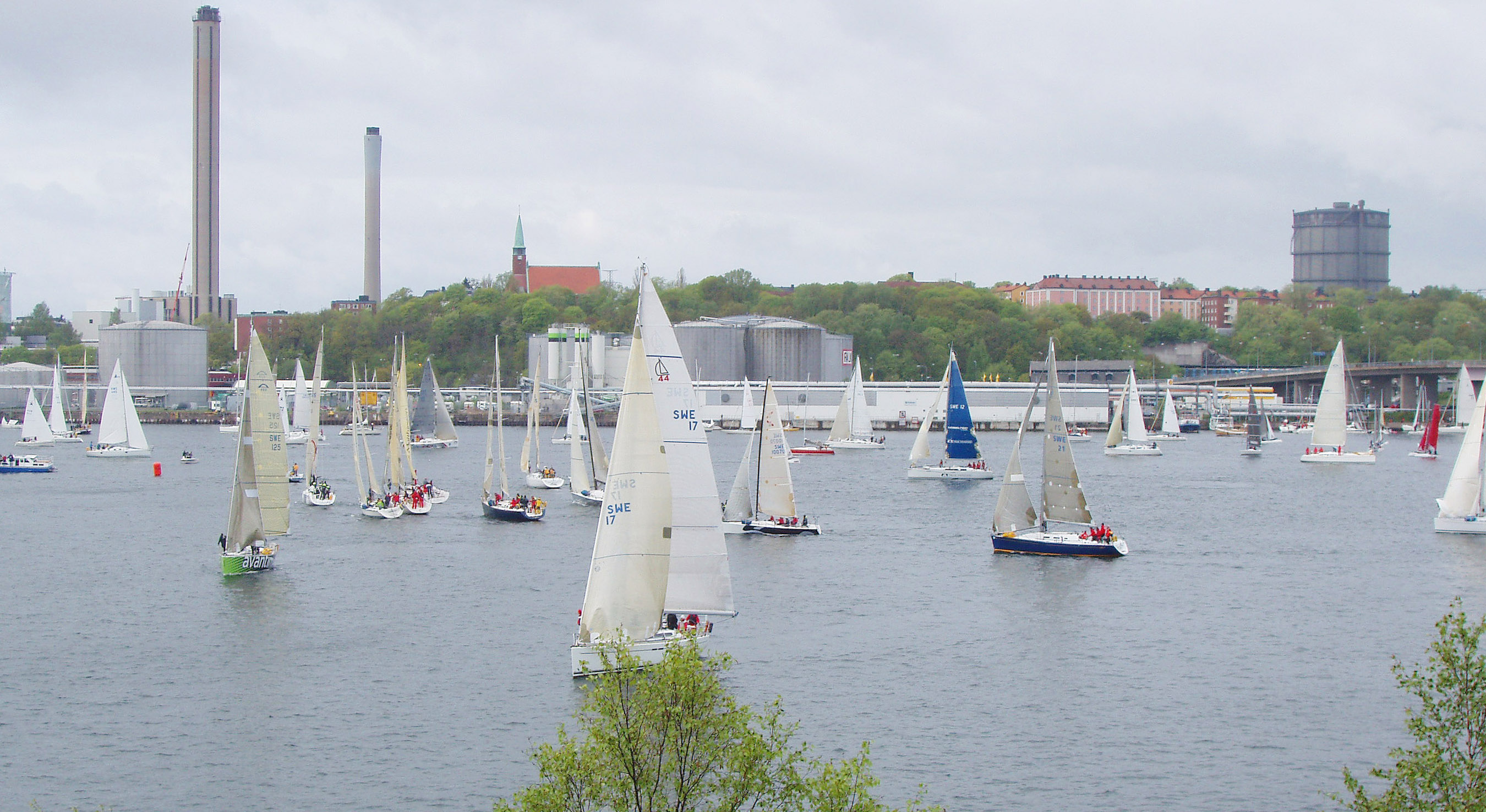
Starten i Lidingö runt, Maj 2009.
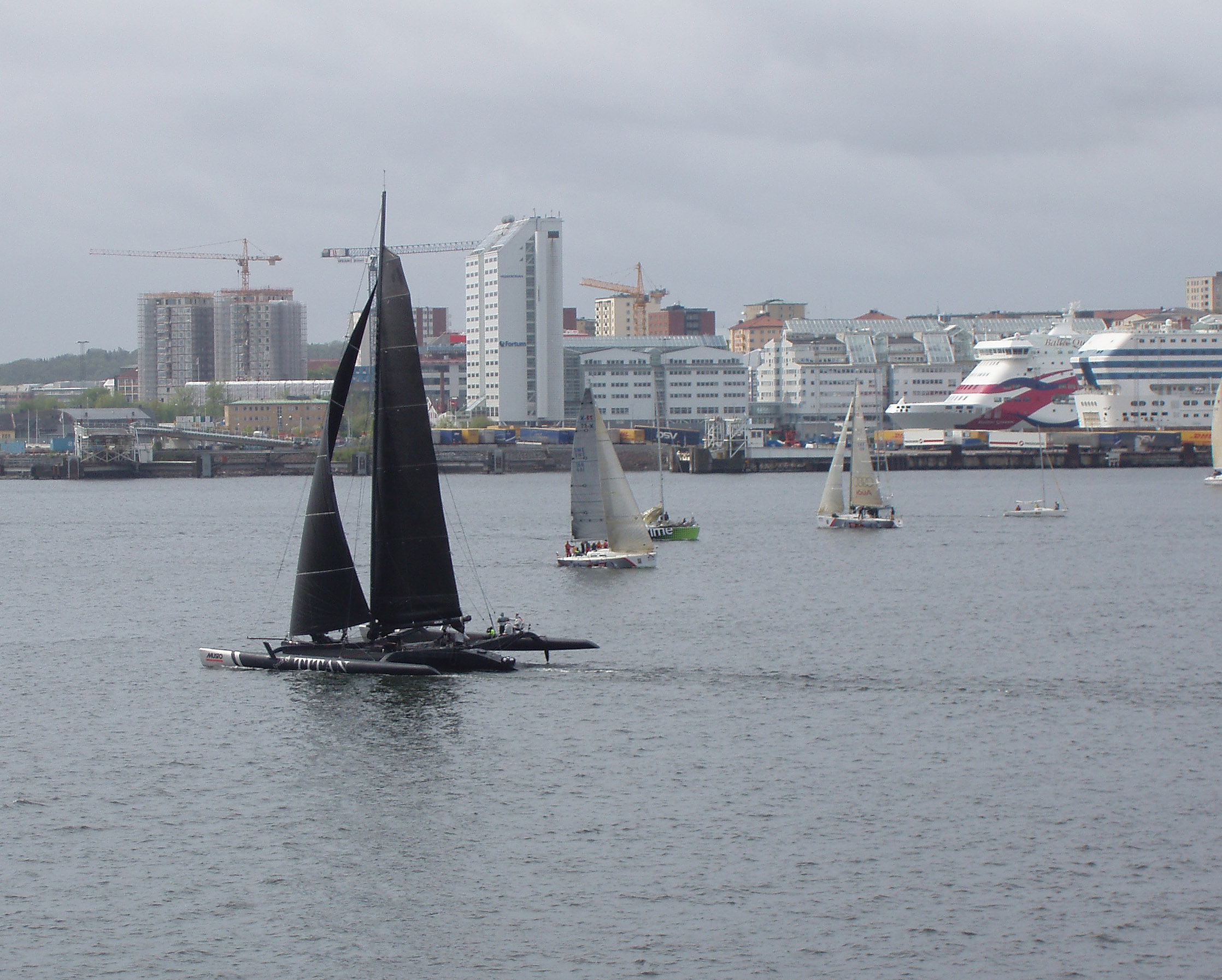
Lidingö Runt 2009. Vy från startområdet. Trimaranen Spirit of Titan drar iväg i ensamt majestät.
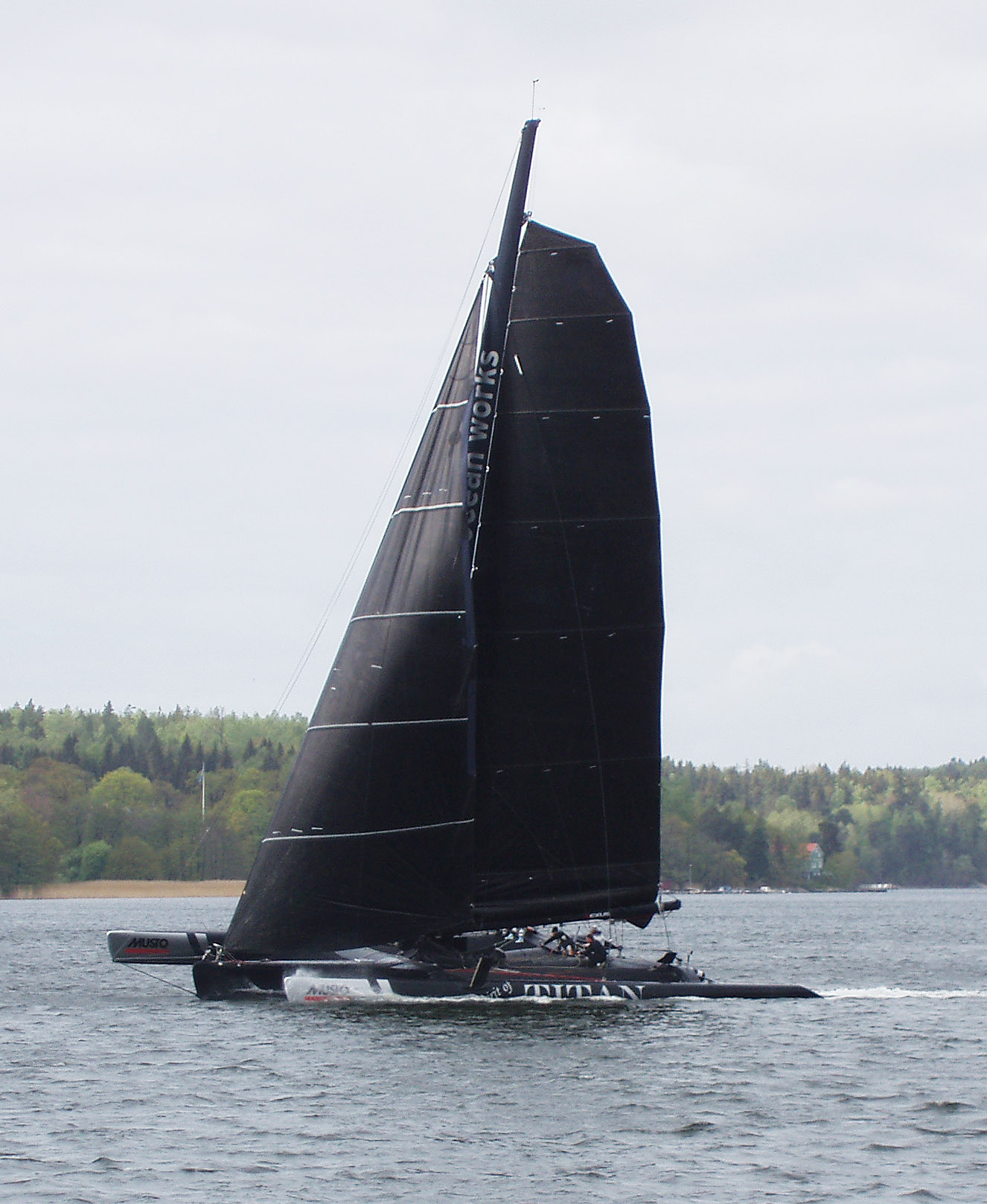
Lidingö Runt 2009. Trimaranen Spirit of Titan går i mål.
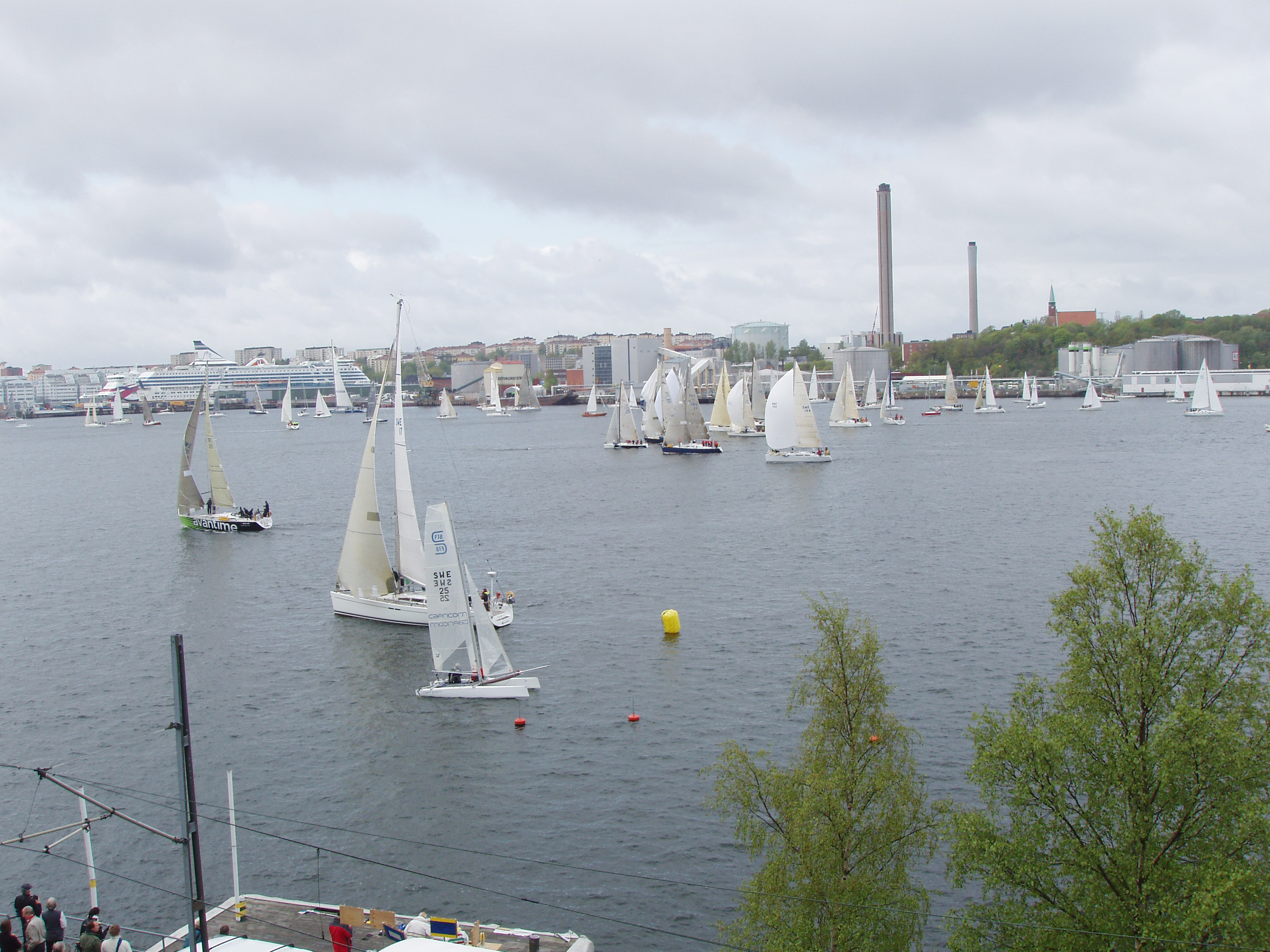
Lidingö Runt 2009. Vy från startområdet.
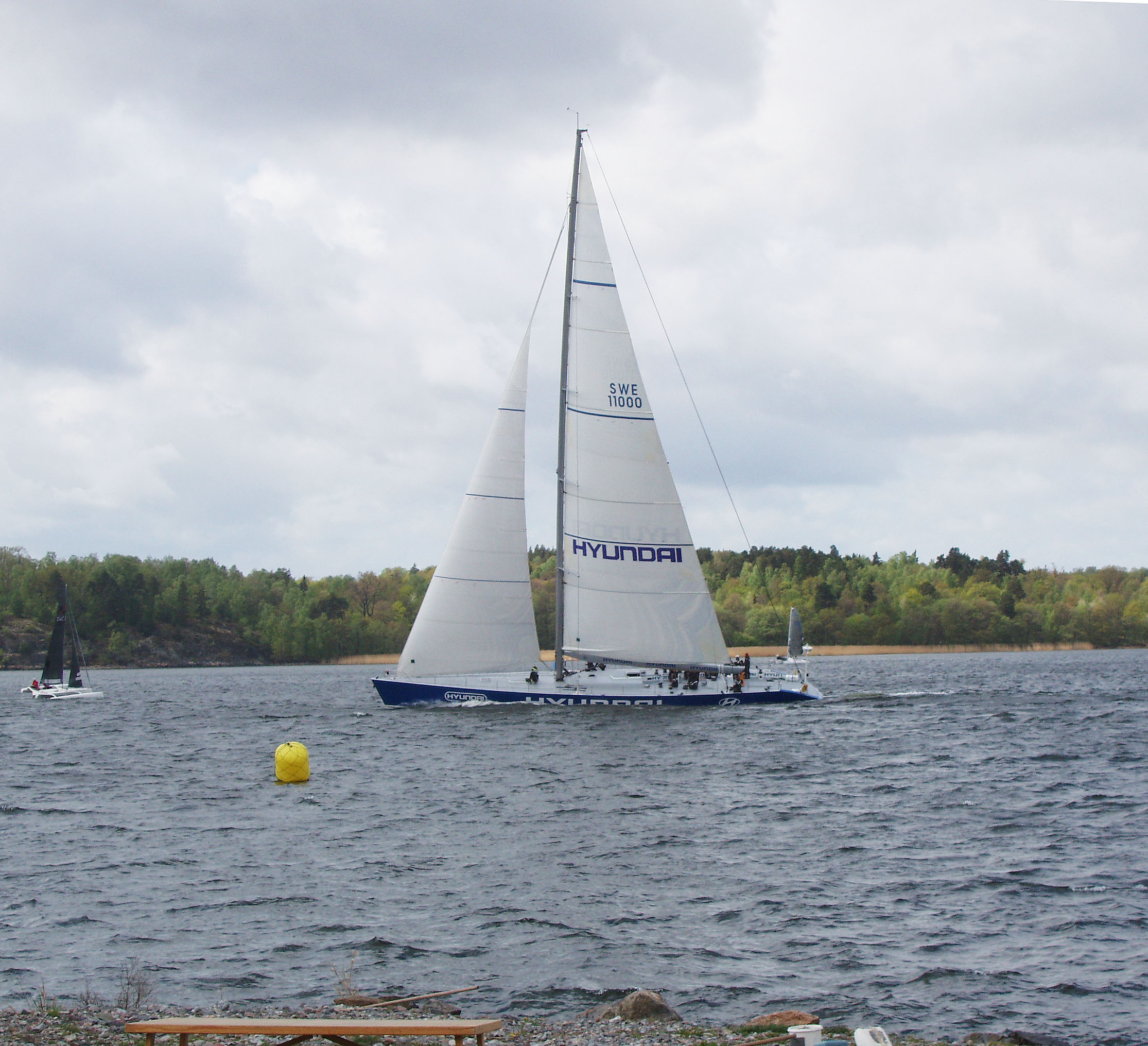
Lidingö Runt 2009. "Hyundai"-havskappseglingsbåt av typen Super Maxi 100 vid målgången utanför Torsviks fyr.

## Sjökort referens
- Sjöfartsverkets sjökort: Vaxholm 6142, skala 1:25 000

### Webbkällor
- LSS, informationsbroschyr, PDF-file, sid. 11.
- LSS webbplats, länkar Kappseglingar → Lidingö Runt → Seglingsföreskrifter
- Lidingö Runts webbplats